# Ren Yamamoto (Fußballspieler, 1997)
Ren Yamamoto (japanisch 山本 蓮 Yamamoto Ren; * 13. Mai 1997 in der Präfektur Kyoto) ist ein japanischer Fußballspieler.

## Karriere
Yamamoto erlernte das Fußballspielen in der Jugendmannschaft des Kyoto Sanga FC sowie in der Schulmannschaft der Kumiyama High School. Seinen ersten Vertrag unterschrieb er 2016 bei Gainare Tottori. Der Verein, der in der Präfektur Tottori beheimatet ist, spielte in der dritten japanischen Liga, der J3 League. Für Gainare absolvierte er 44 Ligaspiele. Im Januar 2021 wechselte er zum Matsue City FC. Mit dem Verein aus Matsue spielte er in der vierten Liga, der Japan Football League.